# Acalolepta romblonica
Acalolepta romblonica är en skalbaggsart som beskrevs av Hüdepohl 1992. Acalolepta romblonica ingår i släktet Acalolepta och familjen långhorningar.
Artens utbredningsområde är Filippinerna. Inga underarter finns listade i Catalogue of Life.